# Prvenstvo Kraljevine Jugoslavije u vaterpolu 1931.
Vaterpolsko prvenstvo Kraljevine Jugoslavije za 1931. godinu je sedmi put zaredom osvojio Jug iz Dubrovnika.

## Završnica prvenstva
Završnica vaterpolskog prvenstva Kraljevine Jugoslavije je održana od 7. do 9. kolovoza 1931. u Ljubljani u sklopu državnog prvenstva u plivanju i vaterpolu. 

Sudjelovalo je sedam momčadi:
- SK Bob - Beograd
- DSK Jug - Dubrovnik
- Građanski SK - Karlovac
- Karlovačko Sportsko Udruženje (KSU) - Karlovac
- SK Ilirija - Ljubljana
- ASK Primorje - Ljubljana
- SK Jadran - Split

### Rezultati
| pretkvalifikacije    | pretkvalifikacije |
| -------------------- | ----------------- |
| Primorje - Građanski | 3:1 (prod.)       |
| Ilirija - Bob        | 8:5               |
| Bob - KSU            | 6:1               |
| KSU - Građanski      | n/o               |

| završnica - 1. kolo | završnica - 1. kolo |
| ------------------- | ------------------- |
| Ilirija - Primorje  | 7:1                 |
| Jug - Jadran        | 3:1                 |

| završnica - 2. kolo | završnica - 2. kolo |
| ------------------- | ------------------- |
| Jug - Ilirija       | 7:0                 |
| Jadran - Primorje   | 14:2                |

| završnica - 3. kolo | završnica - 3. kolo |
| ------------------- | ------------------- |
| Jadran - Ilirija    | 4:2                 |
| Jug - Primorje      | 6:0                 |

• n/o znači da susret nije odigran

### Konačni poredak
1. Jug Dubrovnik
2. Jadran Split
3. Ilirija Ljubljana
4. Primorje Ljubljana
5. Bob Beograd
6. KSU Karlovac
7. Građanski Karlovac

## Poveznice
- Jugoslavenska vaterpolska prvenstva